# جورج بدلی
جورج بدلی (انگلیسی: George Baddeley; ۸ مهٔ ۱۸۷۴ – ژوئیه ۱۹۵۲ (aged 78)) بازیکن فوتبال اهل بریتانیا بود.
از باشگاه‌هایی که در آن بازی کرده‌است می‌توان به باشگاه فوتبال استوک سیتی و باشگاه فوتبال وست برومویچ آلبیون اشاره کرد.